# Ничевоки
«Ничево́ки» — российская литературная группа, сложившаяся в Москве в начале 1920 года и окончательно оформившаяся в августе 1920 года при Союзе поэтов в Ростове-на-Дону.

## История
В Ростове-на-Дону поэты-ничевоки проводили вечера и выступали перед публикой в кафе «Подвал поэтов», богемном заведении с миниатюрной сценой, расположенном в подвале дома № 46 в переулке Газетном (угол пер. Газетного и Большой Садовой ул.). Группа просуществовала около двух лет (1920—1921) и являла собой российский отголосок известной европейской группировки дадаистов.
Ничевоками в 1920 году были опубликованы «Манифест от ничевоков» и «Декрет о ничевоках поэзии». В 1922 году ничевоки опубликовали манифест «Да здравствует последний интернационал Дада мира». Прославились на одном из вечеров, состоявшемся 19 января 1922 года в Политехническом, во время которого Владимир Маяковский вместе с другими футуристами проводил «чистку» русской поэзии. Ничевоки, выйдя на сцену, предложили, чтобы Маяковский отправился к Пампушке на Твербул (то есть к памятнику Пушкину на Тверском бульваре) и там чистил сапоги всем желающим. Публика одобрительно приняла заявление, что Становище ничевоков отрицает за Маяковским право «чистить» поэтов.
Одной из причин распада этой группы была трагическая смерть С. Садикова в Петербурге в 1922 году в результате несчастного случая.
По воспоминаниям М. Ройзмана, Рюрик Рок, лидер группы, был арестован по уголовному делу в начале 1923 года, после чего группа ничевоков распалась.

## Члены группы «Ничевоки»
- Мовсес Агабабов
- Илья Березарк
- Борис Земенков
- Сусанна Мар
- Елена Николаева
- Аэций Ранов
- Рюрик Рок
- Сергей Садиков
- Лазарь Сухаребский
- Дэвис Уманский
- Владимир Филов
- Олег Эрберг

## Влияние на массовую культуру
В детской повести Владимира Воробьева "Капризка - вождь ничевоков" и в снятом по этой повести мультфильме "Капризка"  ничевоки - это отрицательные герои, ведущие праздный образ жизни. 